# Інтерналізм
Інтерналізм — методологічний напрям в історії і філософії науки, що визнає рушійною силою розвитку науки внутрішні, інтелектуальні (філософські, власне наукові) фактори. Виник у кінці 1930-х років, як реакція на екстерналізм.
Інтерналізм розглядає в якості основної рушійної сили розвитку науки внутрішні чинники: об'єктивну логіку виникнення і вирішення проблем, еволюцію інтелектуальних традицій і дослідницьких програм. Даний напрям представлено в працях істориків науки А. Койре, А. Р. Холла, Г. Герлака та ін.